# Diapericera karooensis
Diapericera karooensis es una especie de insecto coleóptero de la familia Chrysomelidae.
Fue descrita científicamente en 2003 por Erber & Medvedev.